# Renato Baruffi
Renato Escobar Baruffi, genannt Bady, (* 27. April 1989 in São José do Rio Preto) ist ein brasilianischer Fußballspieler. Der Rechtsfüßer wird im offensiven oder rechten Mittelfeld eingesetzt.

## Karriere
Bady startete im Nachwuchsbereich des Rio Preto EC. Hier schaffte er 2007 auch den Sprung in den Profikader. Seinen ersten Einsatz erhielt er 2011 nach einem Wechsel zum São Bernardo FC. In der Staatsmeisterschaft von São Paulo wurde er am 3. Februar 2011 im Spiel gegen CA Bragantino nach der Halbzeit eingewechselt. Erst 2013 kam er zu regelmäßigen Einsätzen. Sein erstes Tor als Profi erzielte Bady in der Staatsmeisterschaft von São Paulo am 3. Februar 2013. Im Heimspiel gegen AD São Caetano spielte er von Beginn an und erzielte in der 52. Minute das zwischenzeitliche 2:0 (Entstand 4:1). Zum Start des Ligabetriebes 2013 wurde Bady an den Série B Klub América Mineiro ausgeliehen. Anfänglich saß er die meisten Spiele auf der Bank, wurde im Zuge der Saison aber immer mehr zum Stammspieler. Seinen Einstand in der Liga gab er am 1. Juni 2013. Im Spiel gegen SE Palmeiras wurde er in der 61. Minute für Rodriguinho Marinho eingewechselt. Gegen den Oeste FC gelang Bady am 21. September 2013 in der 2. Minute sein erster Ligatreffer zur 1:0-Führung (Entstand 1:1).
In die Saison 2014 startete Bady noch mit São Bernardo in der Staatsmeisterschaft von São Paulo. Zum Ligabetrieb wurde er fest von Athletico Paranaense übernommen. Der Klub spielte in der Saison 2014 in der Série A. Am 28. Mai 2014 bestritt Bady sein erstes Spiel in der obersten brasilianischen Liga. Gegen den Chapecoense wurde er in der 87. Minute für Éderson eingewechselt. Im Heimspiel gegen den FC São Paulo am 29. Mai 2013 traf Bady in der 30. Minute zur 1:0-Führung und somit das erste Mal in der Liga.
Nachdem Bady 2015 in verschiedenen Wettbewerben bereits mehrmals für Paranaense aufgelaufen war, wurde er während der laufenden Série A 2015 an den Ligakonkurrenten AA Ponte Preta ausgeliehen. Mit dem Klub spielte er nicht nur weiterhin in der Série A, sondern gab er auch sein Debüt auf internationaler Klubebene. In der Copa Sudamericana 2015 trat er mit Ponte Preta am 20. August 2015 in der zweiten Runde des Wettbewerbs auf den Chapecoense.
Direkt zum Start der Saison 2016 wurde Bady weiter verliehen an den Figueirense FC. Mit diesem trat er weiterhin in der Série A an.
Ab Januar 2017 setzte er seine Karriere beim türkischen Erstligisten Gençlerbirliği Ankara fort. In der Rückrunde der Saison 2016/17 kam Bady zu sieben Einsätzen in der Liga sowie zweien im Pokal. Sein erstes Spiel in der Süper Lig bestritt Bady am 11. Februar 2018. Im Auswärtsspiel gegen Alanyaspor stand er in der Startelf und wurde nach der Halbzeitpause für Vedat Muriqi ausgewechselt. Nachdem er in der Hinrunde der Saison 2017/18 zu keinen Berufungen gekommen war, wurde er im Februar 2018 an den NK Istra 1961 nach Kroatien ausgeliehen. Seinen Einstand bei Istra gab Bady am 10. März 2018 im Auswärtsspiel gegen Hajduk Split. In dem Spiel stand er in der Startelf und wurde in der 64. Minute für Goran Roce ausgewechselt. Nach Ende der Saison kehrte Bady wieder zurück zu Gençlerbirliği. Hier gelang ihm mit seinem Verein die Vizemeisterschaft TFF 1. Lig 2018/19 und damit der direkte Wiederaufstieg.
Mit seinem Vertragsende zum Saisonende 2018/19 verließ Bady die Hauptstädter und wurde vom Guarani FC verpflichtet. Bei dem Klub erhielt er einen Vertrag bis Ende 2020. Seinen Einstand bei dem Klub gab er am 12. Juli 2019 in der Série B dem neunten Spieltag der Saison. Im Auswärtsspiel gegen den Clube de Regatas Brasil wurde er in der 63. Minute für Diego Cardoso eingewechselt.
Im September 2020 wurde der vorzeitige Wechsel von Bady zum Botafogo FC (SP) bekannt. Mit dem Klub trat er in der Série B 2020 an. Am Ende der Saison musste der Klub als Vorletzter in die Série C 2021 absteigen. Bady verließ den Klub und ist seitdem ohne Anstellung.
Nachdem Bady 2021 ohne Engagement war, bekam er zur Austragung der Staatsmeisterschaft von São Paulo 2022 einen Kontrakt beim National AC. Mit diesem trat er in der dritten Liga des Wettbewerbs an. Im Anschluss wechselte er zur AD São Caetano. Hier kam er zu zehn Einsätzen (ein Tor) im Staatspokal von São Paulo. Auch im Anschluss spielte er nur kurzzeitig für unterklassige Klubs.

## Erfolge
São Bernardo
- Meister zweite Liga der Staatsmeisterschaft von São Paulo: 2012

Gençlerbirliği Ankara
- Vizemeister der TFF 1. Lig und Aufstieg in die Süper Lig: 2018/19